# Klaus-Hermann Wienhold

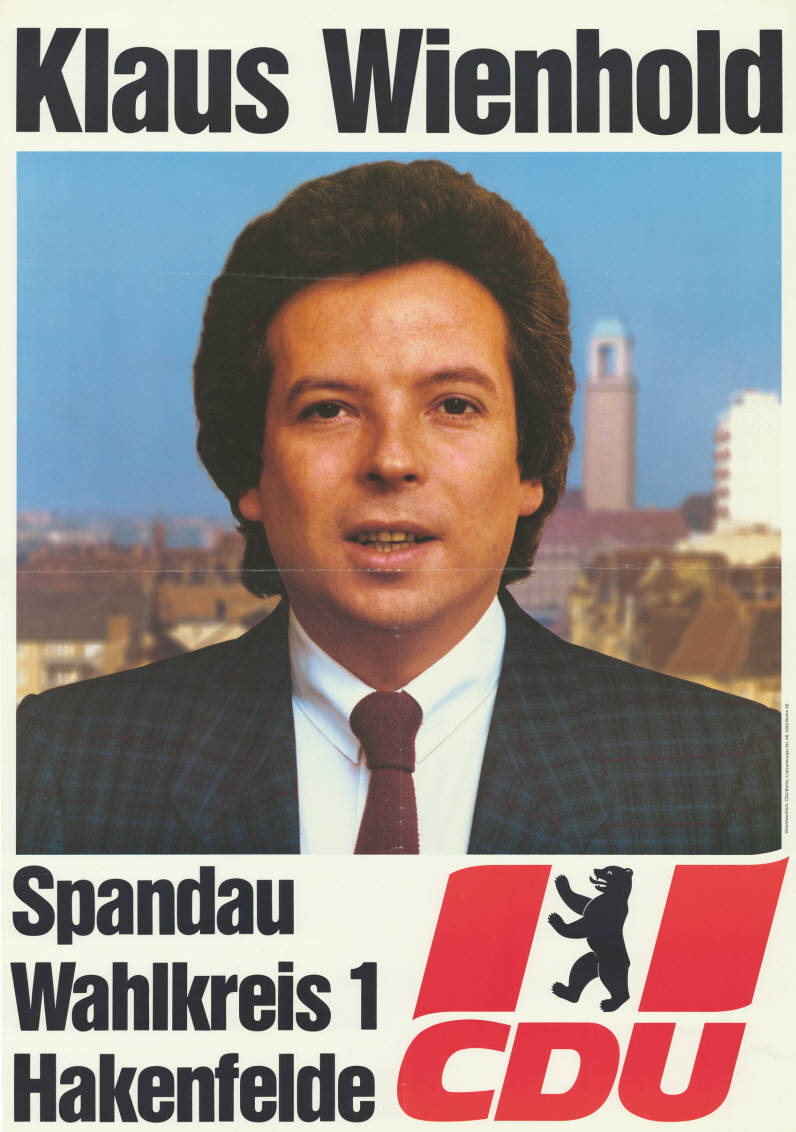
Klaus-Hermann Wienhold (Wahlplakat zur Wahl 1985)

Klaus-Hermann Wienhold (* 27. Dezember 1949 in Berlin) ist ein ehemaliger deutscher Politiker (CDU).

## Leben
Klaus-Hermann Wienhold besuchte eine höhere Wirtschaftsschule und wurde 1968 Beamter der Bereitschaftspolizei Berlin. 1973 wechselte er zur Kriminalpolizei und trat 1979 der CDU bei. Er war ab 1981 persönlicher Referent des Senators Edmund Wronski und wurde im selben Jahr bei der Berliner Wahl 1981 in die Bezirksverordnetenversammlung im Bezirk Spandau gewählt. 1984 wurde Wienhold Landesgeschäftsführer der CDU Berlin und konnte ein Jahr später bei der Wahl 1985 das Direktmandat im Wahlkreis Spandau 1 im Abgeordnetenhaus von Berlin gewinnen. Ab 1994 war er geschäftsführender Gesellschafter der Firma „Aubis“. Bis 1995 war er Mitglied des Parlaments.

## Aubis und der Berliner Bankenskandal
Die vormalige „Aubis-Gruppe“ (Initiatoren: Klaus-Hermann Wienhold und Christian Neuling) hatte Mitte der 1990er-Jahre einen Kredit in Höhe von 500 Mio. DM von der Berlin-Hannoverschen Hypotheken-Bank AG (Berlin Hyp), einer Tochter der Bankgesellschaft Berlin, bekommen, mit dem sie den Kauf von 14.000 Wohnungen in ostdeutschen Plattenbauten zu 100 % finanzierte. Als Aubis dann in finanzielle Schwierigkeiten geraten war, hat sie diese Wohnungen Ende 1999 an die Bankgesellschaft verkauft und diesen Kredit beglichen.
Im Oktober 1995 hatte Wienhold dem damaligen CDU-Fraktionschef und Chef der darlehensgebenden Berlin Hyp Klaus-Rüdiger Landowsky eine Spende für die CDU Berlin in Höhe von 40.000 DM in bar überreicht, von der Neuling erst zur Jahreswende 2000/01 erfuhr. Neuling übernahm im Februar 2001 auf Bitten von Eberhard Diepgen die Verantwortung für 20.000 DM. Diese und weitere Vorgänge brachten den Berliner Bankenskandal 2001 ins Rollen, wobei Neuling durch die Presse gezogen wurde. Als Folge traten Landowsky und Diepgen zurück, der Senat Diepgen V wurde gestürzt, während der politische Chefankläger Klaus Wowereit Nachfolger Diepgens wurde. Gegen die Verantwortlichen von Aubis und der Bank wurden Ermittlungsverfahren eingeleitet. Die 19. Große Strafkammer des Landgerichts Berlin erhob 2004 Anklage „wegen Betrugs und versuchten Betrugs“, das Verfahren gegen Wienhold wurde 2006 „aus physischen und psychischen Gründen“ eingestellt.
Eine weitere Verfehlung der Aubis-Manager war, dass mit Hilfe des Leipziger Energiedienstleisters Elpag überhöhte Energiepreise zustande gekommen sein sollen, wobei der Bank aufgrund langer mit der Firma geschlossener Vertragslaufzeiten ein Schaden von 15 Mio. Euro gedroht hat. Die im Februar 2002 verhafteten Neuling und Wienhold kamen nach Hinterlegung einer Kaution von je 950.000 Euro frei. Das sogenannte „Elpag-Verfahren“ begann im Februar 2004. Das Verfahren gegen Wienhold wurde wegen dessen Verhandlungsunfähigkeit im März 2006 zunächst ausgesetzt und 2015 endgültig eingestellt.